# ŠK Senec
ŠK Senec là một câu lạc bộ bóng đá Slovakia đến từ Senec, và thành lập năm 1994. Câu lạc bộ thi đấu ở Giải bóng đá hạng nhì quốc gia Slovakia. Từ năm 1999 câu lạc bộ tổ chức giải đấu trẻ thường niên Senec District và những người bạn, trong 10 năm qua đã có 15.940 trẻ em tham gia. Chứng chỉ đăng kí của ŠK Senec được thành phố Gabčíkovo mua và "ŠK Senec" giải thể.

## Lịch sử tên gọi câu lạc bộ
- ŠK SFM Senec 1994-2014
- ŠK Senec 2014-2016[1]

## Câu lạc bộ liên kết
Các câu lạc bộ sau liên kết với ŠK.
- FC DAC 1904 Dunajská Streda (2013-2016)[2]

## Cầu thủ đáng chú ý
Từng thi đấu cho các đội tuyển quốc gia tương ứng. Các cầu thủ có tên in đậm thi đấu cho đội tuyển quốc gia khi thi đấu cho Senec.
- Jésus Konnsimbal
- Pavol Majerník

## Huấn luyện viên đáng chú ý
- Branislav Kriška (2008-2010)
- Anton Jánoš (2010-2012)[3]
- Marián Tibenský (2012-15.10.2013)[4]
- Andrej Štellár (15.10.2013-7.1.2016)